# Monsters, Inc. Mike & Sulley to the Rescue!
Monsters, Inc. Mike & Sulley to the Rescue! is een darkride is het Amerikaanse attractiepark Disney California Adventure Park. De darkride opende officieel op 23 januari 2006 in het themagebied Hollywood Land en verving daarmee de attractie Superstar Limo. De attractie staat in het teken van de films en franchise omtrent de animatiefilms van Monsters en co.

## Rit
De voorgevel van de attractie bestaat uit meerdere deuren in verschillende kleuren. Een aantal deuren is geopend, waarop een karakter uit de film op afgebeeld staat. Bezoekers moeten als ze de attractie
betreden en verlaten door een decoratieve deur lopen waarboven een rode lamp afgebeeld staat. Dit allen zijn verwijzingen naar de film Monsters en co. De wachtrij van de attractie is gedecoreerd naar een station. Er hangen wegwijzers met teksten zoals 'naar de taxi's' en 'ticketautomaat'. Ook staan er frisdrank- en snoepautomaten ter decoratie en hangen er fictieve advertentieposters met onder meer woordgrappen. In de wachtruimte is een nagebouwde klantenservice te vinden en worden video's van de fictieve stad Monsterpolis afgespeeld in het Engels. Het is eerste deel van de wachtrij bevindt zich in de buitenlucht. Een deel van de wachtrij overdekt met een stalen constructie. Bovenop bevindt zich de rail van de Disneyland Monorail System.
De rit wordt afgelegd in een voertuig voor zes personen dat gedecoreerd is als gele taxi. Een rit duurt circa vier minuten. Het einde van de station is gedecoreerd naar een willekeurige straat in het fictieve Monstropolis. Er hangt groene bewegwijzering en er staat een verkeerslicht dat op groen brandt als een voertuig het station mag verlaten. In het decor tegen de wand is de skyline van Monstropolis te zien. Direct hierna rijdt het voertuig een tunnel in met blauwe verlichting. Diverse stemmen zijn in de tunnel hoorbaar die zeggen dat er een kind ontsnapt is. Bij het verlaten van de tunnel is een rode auto te zien waar de karakters Mike Wazowski en Celia Mae in zitten. De gele taxi rijdt een straat in Monstropolis in. Er zijn ter decoratie diverse reclameborden en winkelpanden te zien. Ook staat Randall Boggs verstopt op een hoek en wordt een van de personages geïnterviewd door een filmploeg over de ontsnapping van een kind. In een van de appartementen boven de filmploeg, op de eerste verdieping, is te zien dat dit interview uitgezonden wordt. Aan het eind van de straat staat grote monster James die het kind Boe in zijn handen heeft. Het voertuig rijdt verder door een sushirestaurant. Er is schade aan het interieur en voedsel ligt op de grond. Ook zijn er diverse karakters te zien zoals de rode octopus Shushi Chef. Na het restaurant rijdt het voertuig de fabriek in waar Mike en James werken. Er zijn figuren in gele pakken te zien van het fictieve CDA (Child Detection Agency). Ze zijn op zoek naar het kind Boe en zijn bezig met ontsmetten. Hierna rijden de bezoekers verder door diverse ruimten in de fabriek zoals de kleedruimte en de toiletten. Ook hier zijn een aantal personages uit de film te zien. Aan het einde van de kleedruimte verschijnt Randall door middel van pepper's ghost. Na de kleedruimte rijden de bezoekers in hun gele taxi door een grote hal. Zowel naast als boven het traject hangen en staan deuren. Een aantal deuren hangt aan een rails die de deuren door de ruimte verplaatsen. Mike, James en Boo zijn te zien. Ze wijzen naar de deur die Boo terug moet brengen naar haar eigen slaapkamer. Randall hangt aan een van de bengelende deuren. Kort hierna is Randall opnieuw te zien. Bovenop hem zit Boo die op zijn hoofd slaat met een knuppel. Na iedere klap verandert Randall van kleur. Uiteindelijk staan de Mike, James en Boo bij de juiste deur en nemen ze afscheid van Boo. De rit gaat verder langs de personages van CDA. Zogenaamd worden de bezoekers in hun voertuig gedesinfecteerd. Ook worden de bezoekers gefilmd door een cameraman. Vlak voor het station, aan het eind van de rit, staat op een verhoging een geavanceerde animatronic van het personage Roz. Ze spreekt de bezoekers toe. Bezoekers wandelen uiteindelijk de attractie uit via dezelfde voorgevel als waar je het gebouw beetrede.

## Trivia
- In Tokyo Disneyland staat een soortgelijke attractie onder de naam Monsters, Inc. Ride & Go Seek.
- Sinds februari 2020 is de FastPass geldig bij de attractie.[4]

Disneyland Resort · Lijst van attracties in Disney California Adventure Park